# Nesocypselas
Nesocypselas is een geslacht van wantsen uit de familie van de Tingidae (Netwantsen). Het geslacht werd voor het eerst wetenschappelijk beschreven door George Willis Kirkaldy in 1908.

## Soorten
Het genus bevat de volgende soorten:

- Nesocypselas bellatula Drake, 1960
- Nesocypselas dicysta Kirkaldy, 1908
- Nesocypselas ecpalga Drake & Ruhoff, 1965
- Nesocypselas evansi Drake, 1953
- Nesocypselas inannana Drake, 1953
- Nesocypselas minicysta Guilbert, 1999
- Nesocypselas muri Drake & Poor, 1943
- Nesocypselas piperica Drake, 1957
- Nesocypselas sarocepari Guilbert, 2006
- Nesocypselas simplex Guilbert, 2001
- Nesocypselas simulis Drake & Poor, 1943
- Nesocypselas strophii Guilbert, 2001
- Nesocypselas vicinalis Drake & Poor, 1943